# Hoàng Văn Hà
Hoàng Văn Hà (sinh năm 1976) là một tướng lĩnh của lực lượng Công an nhân dân Việt Nam, hàm Trung tướng. Ông hiện giữ chức vụ Phó Thủ trưởng thường trực Cơ quan An ninh điều tra Bộ Công an, Bí thư Đảng ủy,  Cục trưởng Cục An ninh điều tra, Bộ Công an.

## Sự nghiệp
Trung tướng Hoàng Văn Hà, sinh năm 1976, quê quán phường Trần Hưng Đạo, thành phố Hải Phòng. Ông đã có 6 năm là lãnh đạo Phòng; 5 năm giữ chức vụ Phó Cục trưởng Cục ANĐT, Phó Thủ trưởng Cơ quan ANĐT, được thăng cấp bậc hàm Đại tá tháng 8 năm 2020. Trong quá trình công tác, Trung tướng Hoàng Văn Hà đã được tặng thưởng Huân chương Chiến công hạng Nhì, Ba và nhiều Bằng khen các cấp...
Chiều ngày 6 tháng 5 năm 2022, Thứ trưởng Lương Tam Quang đã trao quyết định bổ nhiệm Đại tá Hoàng Văn Hà, Phó Cục trưởng Cục An ninh điều tra (ANĐT) giữ chức Cục trưởng Cục ANĐT.
Tháng 7 năm 2023, ông được Chủ tịch nước Cộng hòa xã hội chủ nghĩa Việt Nam phong hàm Thiếu tướng Công an nhân dân Việt Nam. và được thăng hàm Trung tướng Công an nhân dân Việt Nam vào tháng 8 năm 2025.

## Lịch sử thụ phong cấp bậc hàm
| Năm thụ phong | 2020   | 2023        |
| ------------- | ------ | ----------- |
| Cấp bậc       |        |             |
| Danh xưng     | Đại tá | Thiếu tướng |